# Abondant
Abondant – miejscowość i gmina we Francji, w Regionie Centralnym, w departamencie Eure-et-Loir, w kantonie Anet.
Według danych na rok 2013 gminę zamieszkiwało 2 246 osób, a gęstość zaludnienia wynosiła 65 osób/km².